# 吕尔迪森
吕尔迪森是德国下萨克森州的一个市镇。总面积6.89平方公里，总人口448人，其中男性234人，女性214人（2011年12月31日），人口密度65人/平方公里。